# Tafraout (Algeria)
Tafraout è un comune dell'Algeria, situato nella provincia di Médéa.